# Tell Out, my Soul

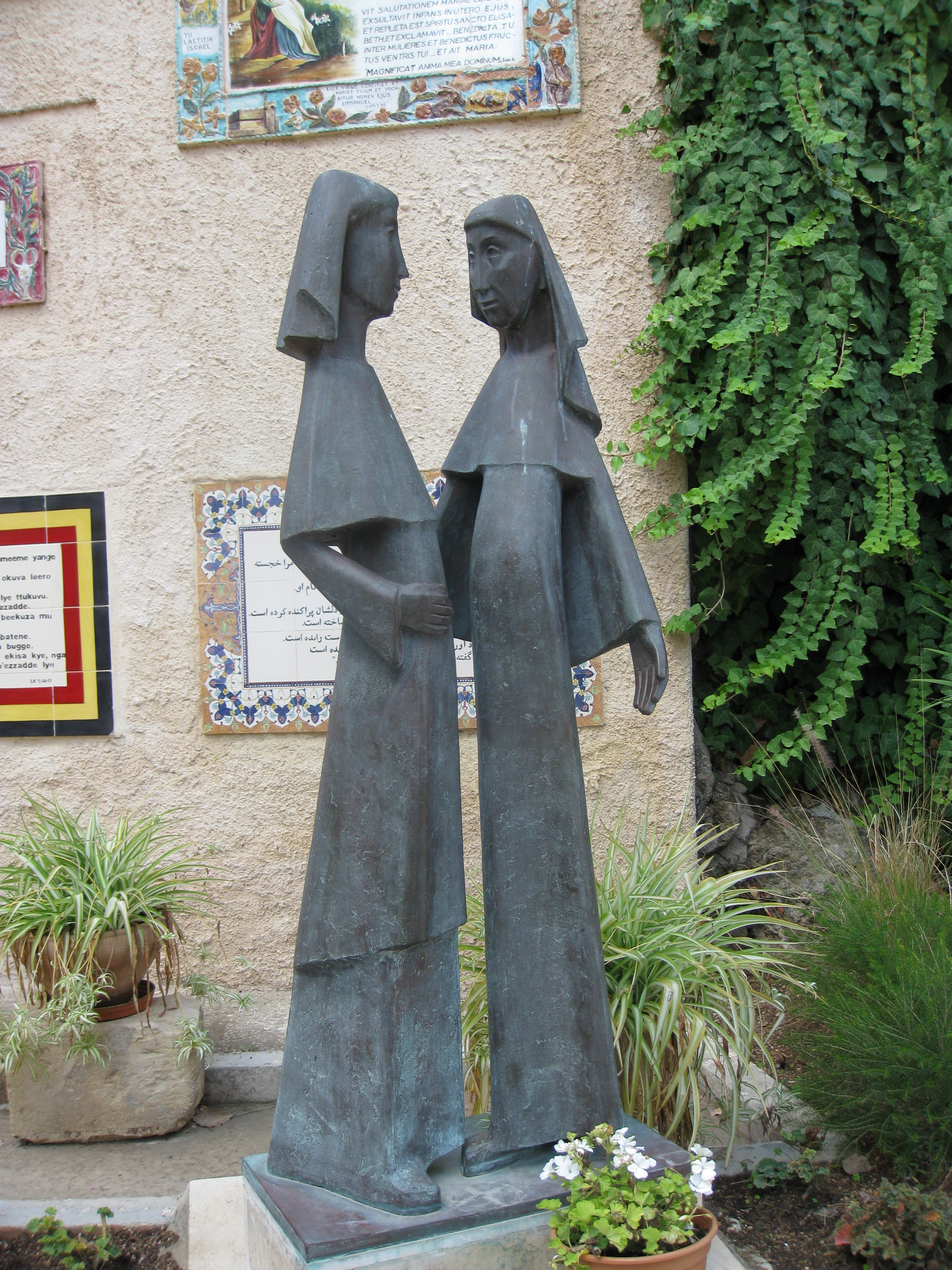
Tell Out, my Soul

Tell Out, my Soul, the greatness of the Lord is een Engelse christelijke hymne.
De tekst van de hymne is van de hand van de - later - Anglicaanse bisschop Timothy Dudley-Smith, die in de Engelstalige liturgievernieuwing verwant is met de Nederlandse tekstschrijver en kerkvernieuwer Huub Oosterhuis.
Het lied, op melodie van (een andere) bisschop Michael Baughen, is geïnspireerd op en - dus - verwant aan het Magnificat, de lofzang van Maria die tijdens haar ontmoeting met haar nicht Elisabeth bezingt hoe de Heer haar ziel verheft. De tekst van de lofzang is te vinden in het Evangelie volgens Lucas (1:46-55). De hymne is in het Engels taalgebied bijzonder geliefd. In populaire BBC-programma's als Songs of Praise wordt het lied regelmatig ten gehore gebracht.